# Uncinia obtusifolia
Uncinia obtusifolia là loài thực vật có hoa trong họ Cói. Loài này được Heenan miêu tả khoa học đầu tiên năm 1996.